# Uromyces transversalis
Uromyces transversalis är en svampart som först beskrevs av Felix von Thümen, och fick sitt nu gällande namn av Georg Winter 1884. Uromyces transversalis ingår i släktet Uromyces och familjen Pucciniaceae.   Inga underarter finns listade i Catalogue of Life.